# Цестица
Це́стица (хорв. Cestica) — община с центром в одноимённом посёлке на севере Хорватии, в Вараждинской жупании. Население 491 человек в самом посёлке и 5678 человек во всей общине (2001). Подавляющее большинство населения — хорваты (95,51 %). В состав общины кроме Цестицы входят ещё 19 деревень. К северу от посёлка и дороги располагаются обширные сельскохозяйственные угодья равнинной Подравины, к югу — холмы, поросшие лесом.

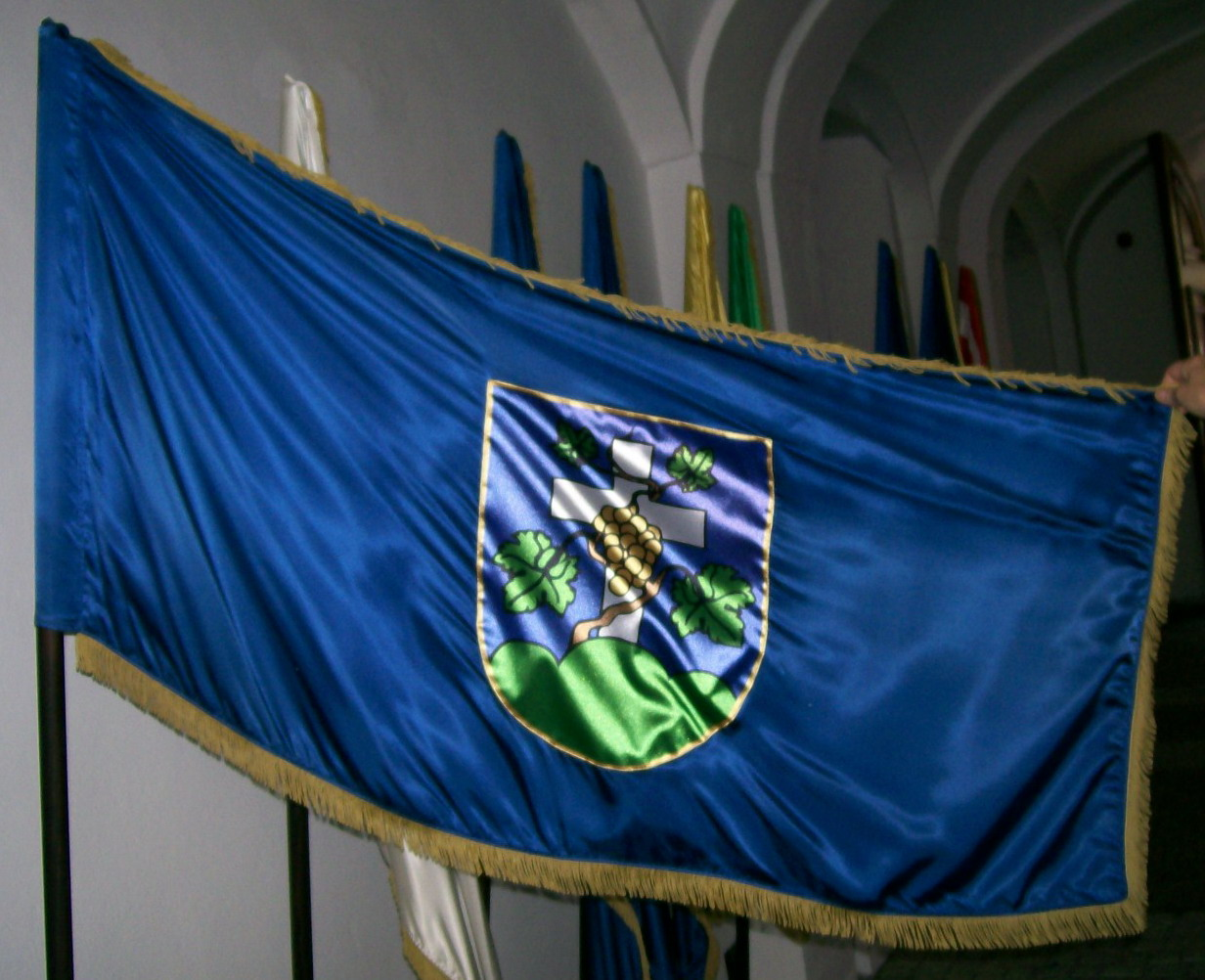
Флаг общины

Посёлок находится в 12 км к северо-западу от Вараждина на дороге Вараждин — Птуй. Эта дорога проходит по части бывшей римской дороги, соединявшей Птуй и Осиек. Существуют свидетельства, что в римский период на месте Цестицы существовало поселение Рамистра. До словенской границы по дороге около 4 километров. Ещё одна местная дорога ведёт из Цестицы на север, где через 3 км находится мост через Драву, по которому здесь также проходит граница со Словенией. На той стороне реки находится словенский город Ормож.